# Jacques Audiard
Jacques Audiard (ur. 30 kwietnia 1952 w Paryżu) – francuski reżyser, scenarzysta i producent filmowy. Dziesięciokrotny laureat nagrody Cezar, zdobywca Złotej Palmy oraz Grand Prix na MFF w Cannes, dwukrotny zwycięzca nagrody BAFTA za najlepszy film nieanglojęzyczny.

## Życiorys
Syn popularnego we Francji scenarzysty i reżysera Michela Audiarda, debiutował jako reżyser filmu Patrz na upadających mężczyzn (1994) z Mathieu Kassovitzem i Jeanem-Louisem Trintignant. Dwa lata później nakręcił film Wielce skromny bohater, w którym główną rolę zagrał ponownie Mathieu Kassovitz.
Reżyserowany przez niego dramat psychologiczny W rytmie serca (2005) o gangsterze, który staje się pianistą, został obsypany nagrodami filmowymi. Był to remake amerykańskiego filmu Palce (1978) Jamesa Tobacka z Harveyem Keitelem, w którym w rolę odkrywającego wrażliwość bandziora wcielił się Romain Duris.
Nagrodzony Srebrnym Lwem za reżyserię filmu Bracia Sisters (2018) podczas 75. MFF w Wenecji. Zasiadał w jury konkursu głównego na 59. MFF w Wenecji (2002).

## Filmografia

### Reżyseria

#### Filmy pełnometrażowe
| Rok  | Film                   | Reżyser | Producent | Scenarzysta | RT  |
| ---- | ---------------------- | ------- | --------- | ----------- | --- |
| 1994 | Patrz jak idą na dno   | Tak     | Nie       | Tak         | b/d |
| 1996 | Wielce skromny bohater | Tak     | Nie       | Tak         | 67% |
| 2001 | Na moich ustach        | Tak     | Nie       | Tak         | 97% |
| 2005 | W rytmie serca         | Tak     | Nie       | Tak         | 85% |
| 2009 | Prorok                 | Tak     | Nie       | Tak         | 97% |
| 2012 | Z krwi i kości         | Tak     | Tak       | Tak         | 82% |
| 2015 | Imigranci              | Tak     | Tak       | Tak         | 89% |
| 2018 | Bracia Sisters         | Tak     | Nie       | Tak         | TBA |

#### Filmy krótkometrażowe
- Norme française (1998)

## Nagrody i nominacje

### César
| Rok  | Kategoria                                      | Za                     | Wynik     |
| ---- | ---------------------------------------------- | ---------------------- | --------- |
| 2019 | Najlepszy reżyser                              | Bracia Sisters         | Wygrana   |
| 2016 | Najlepszy film                                 | Imigranci              | Nominacja |
| 2016 | Najlepszy reżyser                              | Imigranci              | Nominacja |
| 2016 | Najlepszy scenariusz oryginalny                | Imigranci              | Nominacja |
| 2013 | Najlepszy scenariusz adaptowany                | Z krwi i kości         | Wygrana   |
| 2013 | Najlepszy film                                 | Z krwi i kości         | Nominacja |
| 2013 | Najlepszy reżyser                              | Z krwi i kości         | Nominacja |
| 2010 | Najlepszy film                                 | Prorok                 | Wygrana   |
| 2010 | Najlepszy reżyser                              | Prorok                 | Wygrana   |
| 2010 | Najlepszy scenariusz oryginalny                | Prorok                 | Wygrana   |
| 2006 | Najlepszy film                                 | W rytmie serca         | Wygrana   |
| 2006 | Najlepszy reżyser                              | W rytmie serca         | Wygrana   |
| 2006 | Najlepszy scenariusz adaptowany                | W rytmie serca         | Wygrana   |
| 2002 | Najlepszy scenariusz oryginalny lub adaptowany | Na moich ustach        | Wygrana   |
| 2002 | Najlepszy film                                 | Na moich ustach        | Nominacja |
| 2002 | Najlepszy reżyser                              | Na moich ustach        | Nominacja |
| 1997 | Najlepszy reżyser                              | Wielce skromny bohater | Nominacja |
| 1997 | Najlepszy scenariusz oryginalny lub adaptowany | Wielce skromny bohater | Nominacja |
| 1995 | Najlepszy pierwszy film                        | Patrz jak idą na dno   | Wygrana   |
| 1995 | Najlepszy scenariusz oryginalny lub adaptowany | Patrz jak idą na dno   | Nominacja |

### Pozostałe
| Rok  | Nagroda                               | Kategoria                          | Za                     | Wynik     |
| ---- | ------------------------------------- | ---------------------------------- | ---------------------- | --------- |
| 2017 | Nagroda Brytyjskiej Akademii Filmowej | Najlepszy film nieanglojęzyczny    | Imigranci              | Nominacja |
| 2013 | Nagroda Brytyjskiej Akademii Filmowej | Najlepszy film nieanglojęzyczny    | Z krwi i kości         | Nominacja |
| 2010 | Nagroda Brytyjskiej Akademii Filmowej | Najlepszy film nieanglojęzyczny    | Prorok                 | Wygrana   |
| 2006 | Nagroda Brytyjskiej Akademii Filmowej | Najlepszy film nieanglojęzyczny    | W rytmie serca         | Wygrana   |
| 2015 | 68. MFF w Cannes                      | Złota Palma                        | Imigranci              | Wygrana   |
| 2012 | 65. MFF w Cannes                      | Złota Palma                        | Z krwi i kości         | Nominacja |
| 2009 | 62. MFF w Cannes                      | Grand Prix                         | Prorok                 | Wygrana   |
| 2009 | 62. MFF w Cannes                      | Złota Palma                        | Prorok                 | Nominacja |
| 1996 | 49. MFF w Cannes                      | Nagroda za najlepszy scenariusz    | Wielce skromny bohater | Wygrana   |
| 1996 | 49. MFF w Cannes                      | Złota Palma                        | Wielce skromny bohater | Nominacja |
| 2018 | 75. MFF w Wenecji                     | Srebrny Lew za najlepszą reżyserię | Bracia Sisters         | Wygrana   |
| 2018 | 75. MFF w Wenecji                     | Złoty Lew                          | Bracia Sisters         | Nominacja |
| 2005 | 55. MFF w Berlinie                    | Złoty Niedźwiedź                   | W rytmie serca         | Nominacja |